# 奥克塔维亚·斯宾塞
奥克塔维亚·莱诺拉·斯宾塞（英語：Octavia Lenora Spencer，1970年5月25日—）是一名非裔美国女演员。因2011年的电影《相助》而获得第69届金球奖和第84屆奧斯卡金像獎最佳女配角奖。並以《關鍵少數》和《水底情深》入圍奧斯卡最佳女配角獎。

## 外部連結
- 奥克塔维亚·斯宾塞在互联网电影资料库（IMDb）上的資料（英文）
- Octavia Spencer biography from Comedy Central（页面存档备份，存于）
- http://backstage.blogs.com/blogstage/2010/05/perfect-casting.html（页面存档备份，存于）
- Octavia Spencer Interview with Back Stage（页面存档备份，存于）
- "The Quip Queen"（页面存档备份，存于）

| 獎項                                   | 獎項                                     | 獎項                            |
| -------------------------------------- | ---------------------------------------- | ------------------------------- |
| 上一届： 梅莉莎·李歐 《燃燒鬥魂》      | 奧斯卡最佳女配角 2010年 《姊妹》         | 下一届： 安·海瑟薇 《悲慘世界》 |
| 上一届： 梅莉莎·李歐 《燃燒鬥魂》      | 美國演員工會獎最佳女配角 2010年 《姊妹》 | 下一届： 安·海瑟薇 《悲慘世界》 |
| 上一届： 海倫娜·寶漢·卡特 《王者之聲》 | 英國電影學院獎最佳女配角 2010年 《姊妹》 | 下一届： 安·海瑟薇 《悲慘世界》 |
| 上一届： 梅莉莎·李歐 《燃燒鬥魂》      | 金球獎最佳電影女配角 2010年 《姊妹》     | 下一届： 安·海瑟薇 《悲慘世界》 |